# فردریک کیچنر
فردریک کیچنر (انگلیسی: Walter Kitchener؛ ۲۶ مه ۱۸۵۸ – ۶ مارس ۱۹۱۲ (۵۳ ساله)) فرد نظامی اهل پادشاهی متحد بریتانیای کبیر و ایرلند بود. وی همچنین برندهٔ جوایزی همچون نشان حمام شده‌است.